# Erzeparchie Teheran
Die Erzeparchie Teheran (lateinisch Archieparchia Teheranensis Chaldaeorum) ist eine im Iran gelegene Erzeparchie der chaldäisch-katholischen Kirche mit Sitz in Teheran.
Die meisten Gläubigen der Erzeparchie leben in Teheran und Umgebung. Ihr Gebiet erstreckt sich aber auch auf die Städte Qazvin, Hamadan, Kermanschah und Fardis.

## Geschichte
Die Erzeparchie Teheran wurde 1853 aus Gebietsabtretungen des Erzbistums Kirkuk als Erzeparchie Sehna (Sanandadsch oder Sinna) errichtet. Am 16. März 1971 wurde die Erzeparchie Sehna durch die Kongregation für die orientalischen Kirchen mit dem Dekret Inde ab anno in Erzeparchie Teheran umbenannt.

## Ordinarien

### Erzbischöfe der Erzeparchie Sehna
- Girolamo Simeone Kashat, 1857–?
- Jean Nissan, 1914–1937, dann Bischof von Zaku
- Abraham Elias CM, 1938–1940
- Joseph Cheikho, 1944–1970
- Youhannan Semaan Issayi, 1970–1971

### Erzbischöfe der Erzeparchie Teheran
- Youhannan Semaan Issayi, 1971–1999
- Ramzi Garmou, 1999–2018
  - Sedisvakanz 22. Dezember 2018–10. November 2023
    - Ramzi Garmou (Apostolischer Administrator) 22. Dezember 2018–August 2021
    - Thomas Meram (Apostolischer Administrator) August 2021–10. November 2023
- Imad Khoshaba Gargees, seit 2023